# Côte-des-Neiges (Metro Montreal)

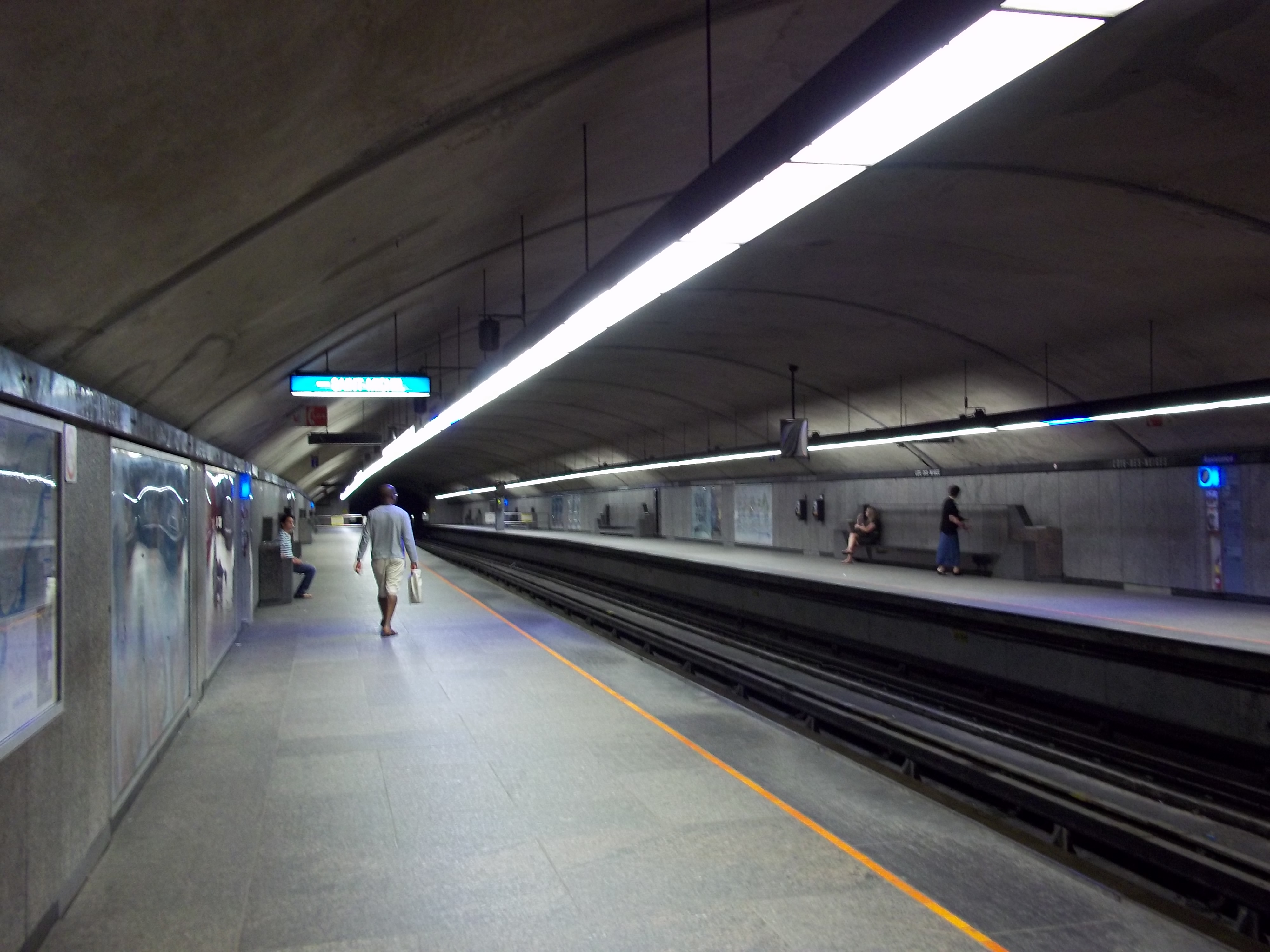
Blick auf die Bahnsteige

Côte-des-Neiges ist eine U-Bahn-Station in Montreal. Sie befindet sich im Arrondissement Côte-des-Neiges–Notre-Dame-de-Grâce an der Kreuzung von Chemin de la Côte-des-Neiges und Avenue Lacombe. Hier verkehren Züge der blauen Linie 2. Im Jahr 2019 nutzten 4.468.975 Fahrgäste die Station, was dem 25. Rang unter den insgesamt 68 Stationen der Metro Montreal entspricht.

## Bauwerk
Die vom Architekturbüro Tétreault, Parents, Languedoc entworfene Station entstand in Form eines Tunnelbahnhofs. Formen und Farben lassen einen futuristischen Eindruck entstehen, verstärkt durch Gerüste an der Decke, an denen die Leuchtkörper hängen. Die Bahnsteige sind mit braungrauem Granit verkleidet. Der Pavillon des Haupteingangs erinnert mit seinen klaren Linien an das Mausoleum im nahe gelegenen Friedhof Notre-Dame-des-Neiges, der zweite Eingang ist in ein Gebäude integriert.

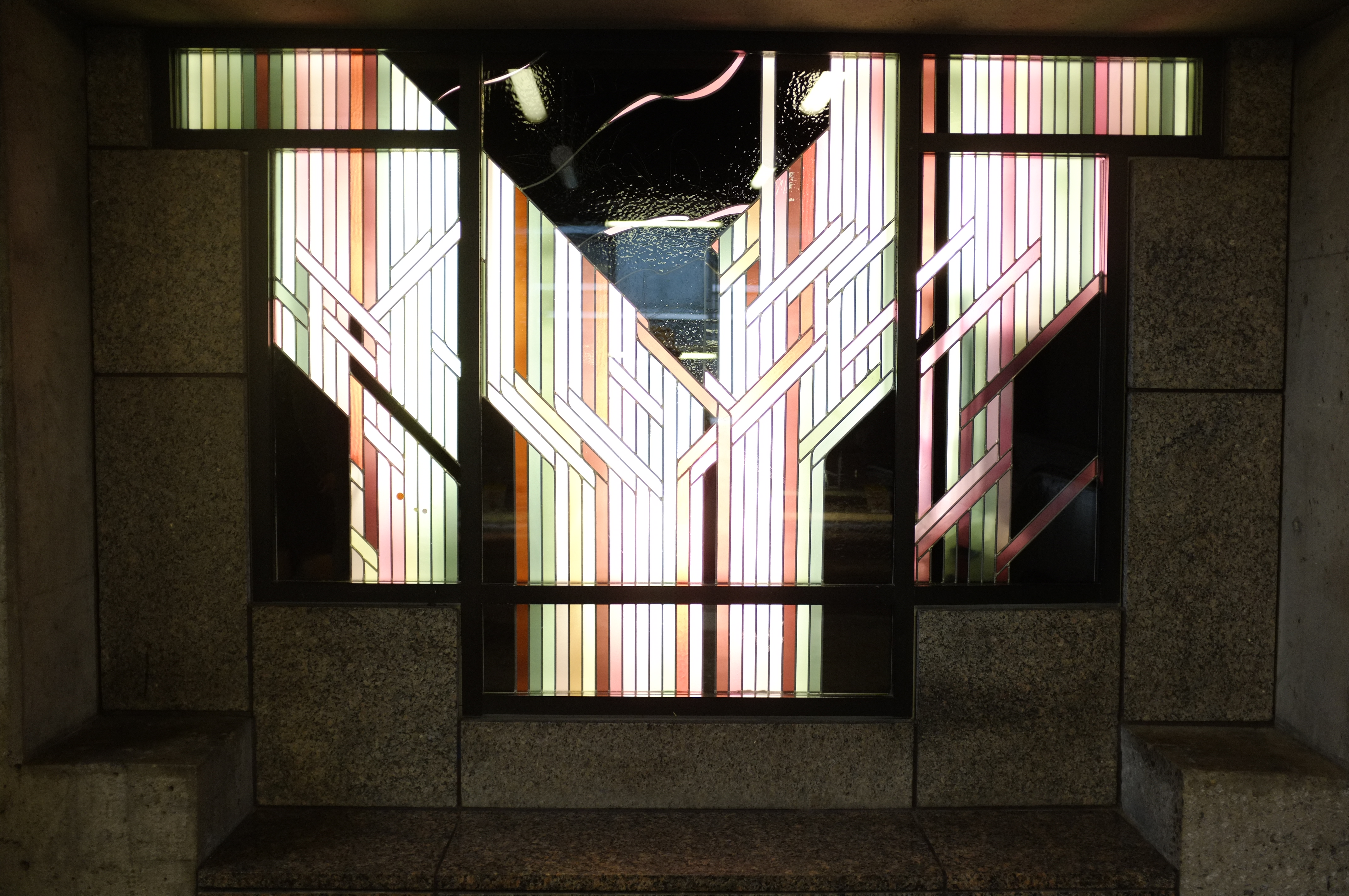
Glasmalerei

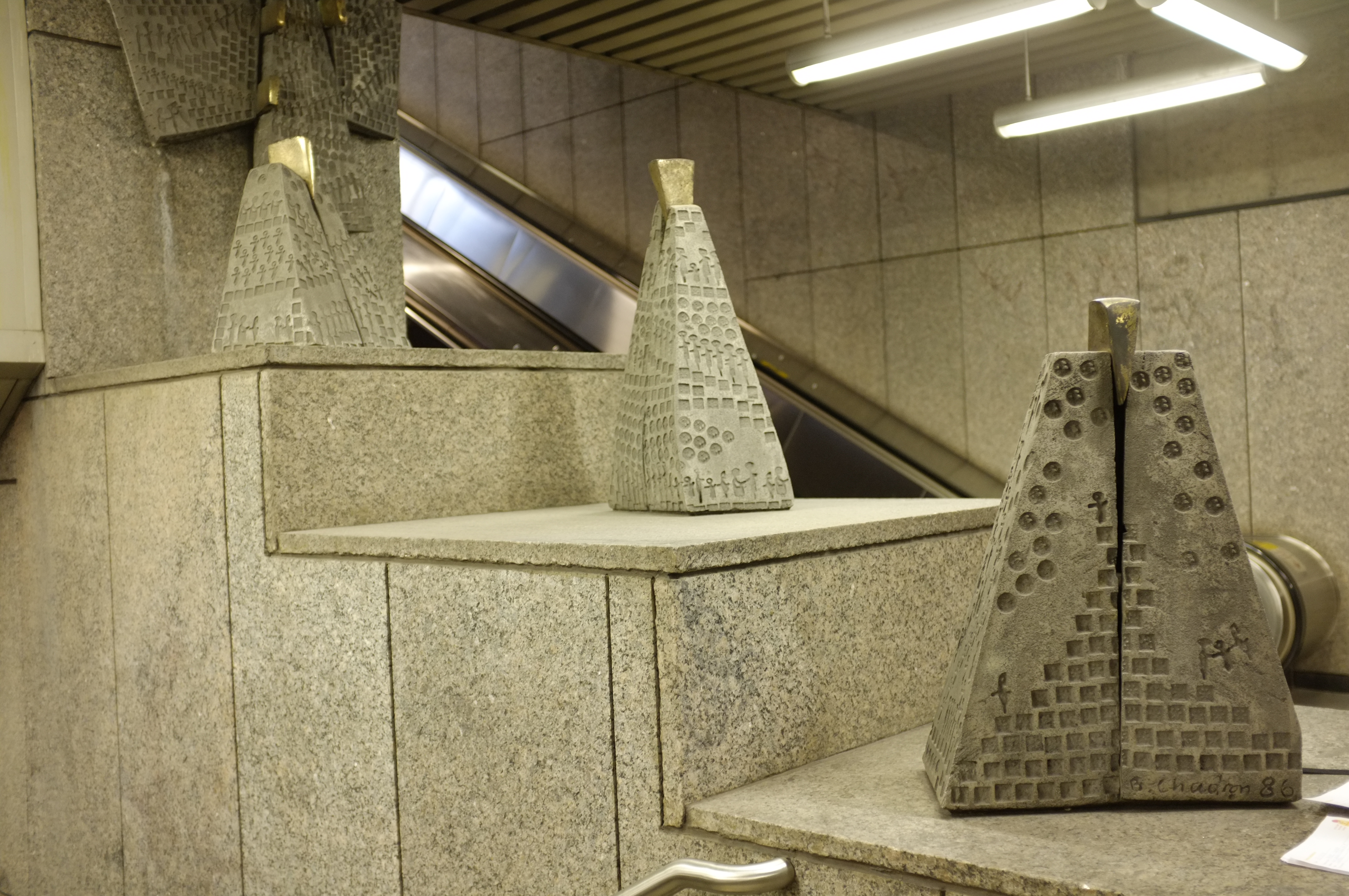
Skulpturen

In 17,6 Metern Tiefe befindet sich die Bahnsteigebene mit zwei Seitenbahnsteigen. Die Entfernungen zu den benachbarten Stationen, jeweils von Stationsende zu Stationsanfang gemessen, betragen 764,60 Meter bis Université-de-Montréal und 959,60 Meter bis Snowdon. Es bestehen Anschlüsse zu acht Buslinien und zwei Nachtbuslinien der Société de transport de Montréal. Sehenswürdigkeiten in der Nähe sind das St.-Josephs-Oratorium und der Friedhof Notre-Dame-des-Neiges.

## Kunst
In der Verteilerebene dominiert ein 9,1 Meter hohes und 4,6 Meter breites, gläsernes Wandbild von Claude Bettinger. Dargestellt wird ein kybernetisch wirkendes Netzwerk von Röhren in Violett- und Lilatönen. An der Treppe zum zweiten Eingang stehen vier abstrakte Skulpturen des Künstlers Bernard Chaudron aus Bronze und Aluminium. Sie erinnern an Bienenkörbe und sind mit kleinen Figürchen versehen, welche die zahlreichen Menschen in der Metro während der Hauptverkehrszeit symbolisieren.

## Geschichte
Die Eröffnung der Station erfolgte am 4. Januar 1988, zusammen mit dem Teilstück Parc–Snowdon der blauen Linie. Namensgeber ist der Chemin de la Côte-des-Neiges. Diese Hauptstraße besteht seit 1698, als erstmals ein Weg auf die stadtabgewandte Seite des Mont Royal führte. In der Folge entstand das Dorf Côte-des-Neiges, das zu Beginn des 20. Jahrhunderts mit Montreal fusioniert wurde.